# Jockgrim
Jockgrim ist eine Ortsgemeinde im Landkreis Germersheim in Rheinland-Pfalz. Sie ist Verwaltungssitz der gleichnamigen Verbandsgemeinde, der sie auch angehört. Jockgrim ist gemäß Landesplanung als Grundzentrum ausgewiesen.

## Geographie

### Lage
Jockgrim liegt in der Oberrheinischen Tiefebene zwischen Wörth am Rhein im Süden und Neupotz im Nordosten.
| Rheinzabern |                                             | Neupotz |
| Wörth       | Kompassrose, die auf Nachbargemeinden zeigt | Wörth   |
|             | Wörth                                       |         |

## Geschichte
Jockgrim, auf einem Sporn des Rheinhochufers, zählt zu den großen Gemeinden des Landkreises Germersheim. Der im Jahre 1223 erstmals unter dem Namen „Jochenheim“ erwähnte Ort war im Mittelalter im Besitz der Speyerer Fürstbischöfe, der dort zeitweise seinen Sitz innehatte.
Bischof Nikolaus von Speyer ließ 1390 die Burg Jockgrim errichten. Aus dieser Zeit stammt die heute noch teilweise gut erhaltene Stadtmauer. Bis Ende des 18. Jahrhunderts gehörte die Gemeinde zum Hochstift Speyer und unterstand dort dem Oberamt Lauterburg. Die Burgvogtei und die übrigen Festungsanlagen 1793 durch französische Invasionstruppen geschleift wurden. Erhalten sind lediglich einige Fundamente, die von neueren Gebäuden überbaut sind. Im Zuge der Kriege unmittelbar nach der französischen Revolution eroberte die Armée de Condé am 19. August 1793 für einige Zeit Jockgrim und mehrere Nachbarorte.
Von 1798 bis 1814, als die Pfalz Teil der Französischen Republik (bis 1804) und anschließend Teil des Napoleonischen Kaiserreichs war, war Jockgrimm – so die damalige Schreibweise – in den Kanton Kandel eingegliedert. Von 1818 bis 1862 gehörte der Ort dem Landkommissariat Germersheim an; aus diesem ging das Bezirksamt Germersheim hervor. Seit 1939 ist Jockgrim Bestandteil des Landkreises Germersheim. Im Zuge der ersten rheinland-pfälzischen Verwaltungsreform wurde die Gemeinde 1972 Verwaltungssitz der neu gebildeten gleichnamigen Verbandsgemeinde.

## Bevölkerung

### Einwohnerstatistik
Wenn nicht gesondert aufgeführt, ist die Quelle der Daten das Statistische Landesamt Rheinland-Pfalz.
| Jahr | Einwohner |
| ---- | --------- |
| 1802 | 884       |
| 1815 | 1.120     |
| 1835 | 1.254     |
| 1849 | 1.280     |
| 1861 | 1.246     |
| 1871 | 1.169     |
| 1905 | 1.702     |

| Jahr | Einwohner |
| ---- | --------- |
| 1939 | 2.408     |
| 1950 | 2.619     |
| 1965 | 4.031     |
| 1970 | 4.549     |
| 1975 | 5.016     |
| 1980 | 5.303     |
| 1985 | 5.567     |

| Jahr | Einwohner |
| ---- | --------- |
| 1990 | 6.210     |
| 1995 | 6.657     |
| 2000 | 6.725     |
| 2005 | 6.918     |
| 2010 | 7.009     |
| 2013 | 7.265     |

### Konfessionsstatistik
Mit Stand 30. Juni 2005 waren von den Einwohnern 55,9 % römisch-katholisch, 22,3 % evangelisch und 22,8 % waren konfessionslos oder gehörten einer anderen Glaubensgemeinschaft an. Der Anteil der evangelischen und katholischen Kirchenmitglieder an der Gesamtbevölkerung ist seitdem gesunken. Mit Stand Juli 2025 waren von den Einwohnern 34,1 % katholisch, 16,9 % evangelisch und 49,0 % konfessionslos oder gehörten einer anderen Glaubensgemeinschaft an.
Im Jahr 1871 waren von insgesamt 1169 Einwohnern 1166 katholisch und 3 evangelisch.

## Politik

### Gemeinderat
Der Gemeinderat in Jockgrim besteht aus 24 Ratsmitgliedern (bis 2014 waren es 22, die Erhöhung erfolgte nach Kommunalwahlrecht durch die gestiegene Einwohnerzahl), die bei der Kommunalwahl am 9. Juni 2024 in einer personalisierten Verhältniswahl gewählt wurden, und dem ehrenamtlichen Ortsbürgermeister als Vorsitzendem.
Die Sitzverteilung im Gemeinderat:
| Wahl | SPD | CDU | Grüne | AfD | FWG a | JPRO b | BfJ | Gesamt   |
| ---- | --- | --- | ----- | --- | ----- | ------ | --- | -------- |
| 2024 | –   | 10  | 3     | 5   | 4     | 2      | –   | 24 Sitze |
| 2019 | 4   | 10  | 4     | –   | 6     | –      | –   | 24 Sitze |
| 2014 | 4   | 8   | 2     | –   | 4     | –      | 4   | 22 Sitze |
| 2009 | 4   | 9   | –     | –   | 2     | –      | 7   | 22 Sitze |
| 2004 | 3   | 10  | 2     | –   | 1     | –      | 6   | 22 Sitze |

### Bürgermeister
German Guttenbacher (CDU) wurde am 11. Juli 2024 Ortsbürgermeister von Jockgrim. Bei der Direktwahl am 9. Juni 2024 war er als einziger Bewerber mit einem Stimmenanteil von 76,5 % für fünf Jahre gewählt worden.

### Wappen
| Wappen von Jockgrim | Blasonierung: „In Rot ein silbernes Gemarkungszeichen in Form eines lateinischen A (Pflugschleife).“                                             |
| Wappen von Jockgrim | Wappenbegründung: Es wurde 1925 vom Bayerischen Staatsministerium des Innern genehmigt und geht auf ein Gerichtssiegel aus dem Jahr 1753 zurück. |

## Kultur und Sehenswürdigkeiten

### Kulturdenkmäler

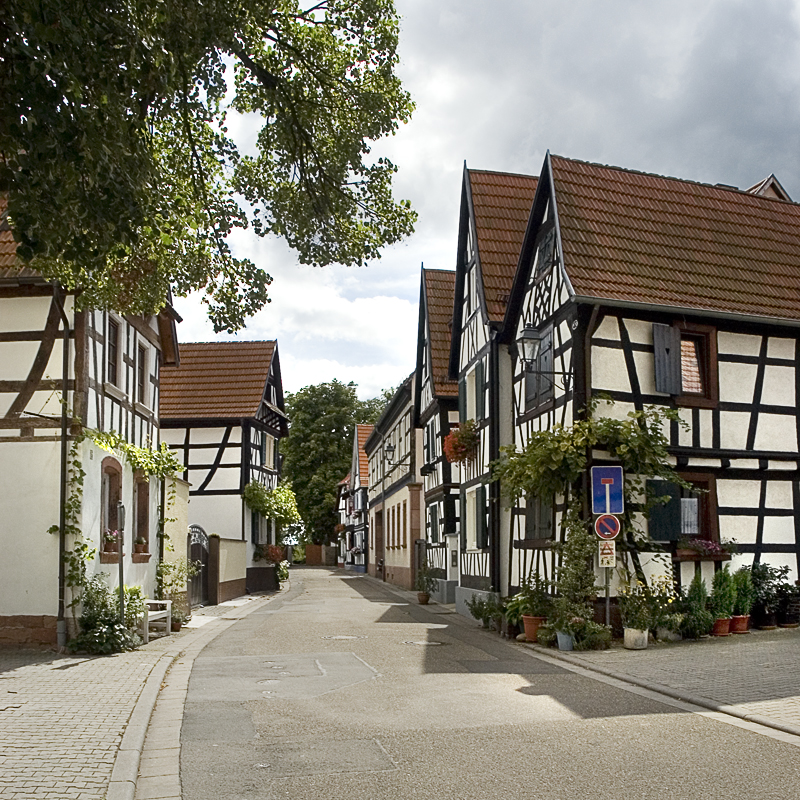
„Hinnerstädel“, hier die Ludwigstraße
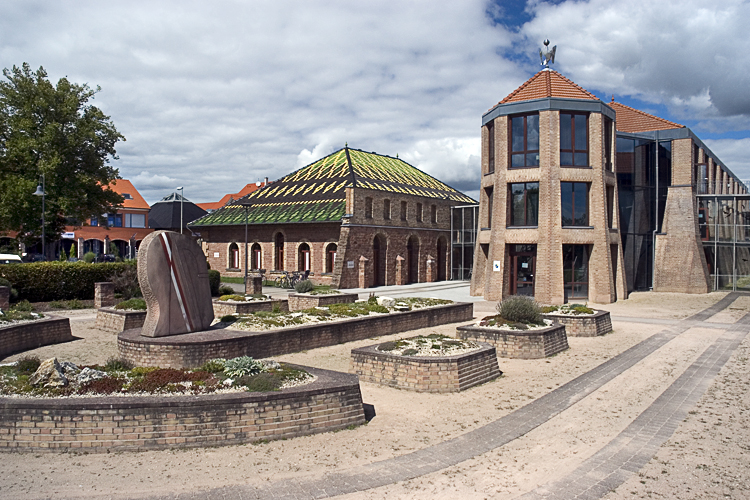
Ziegeleimuseum
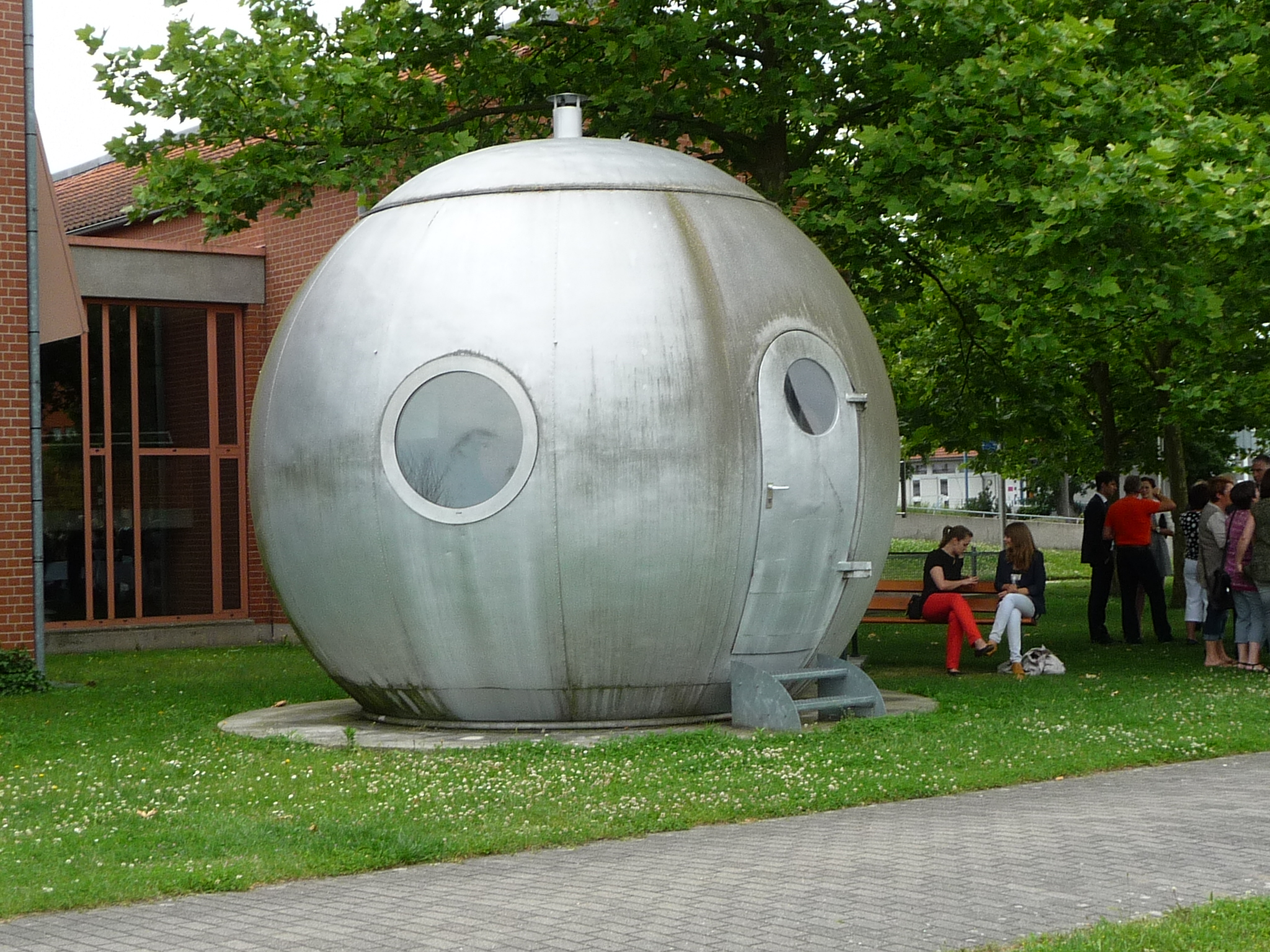
Kugelhaus
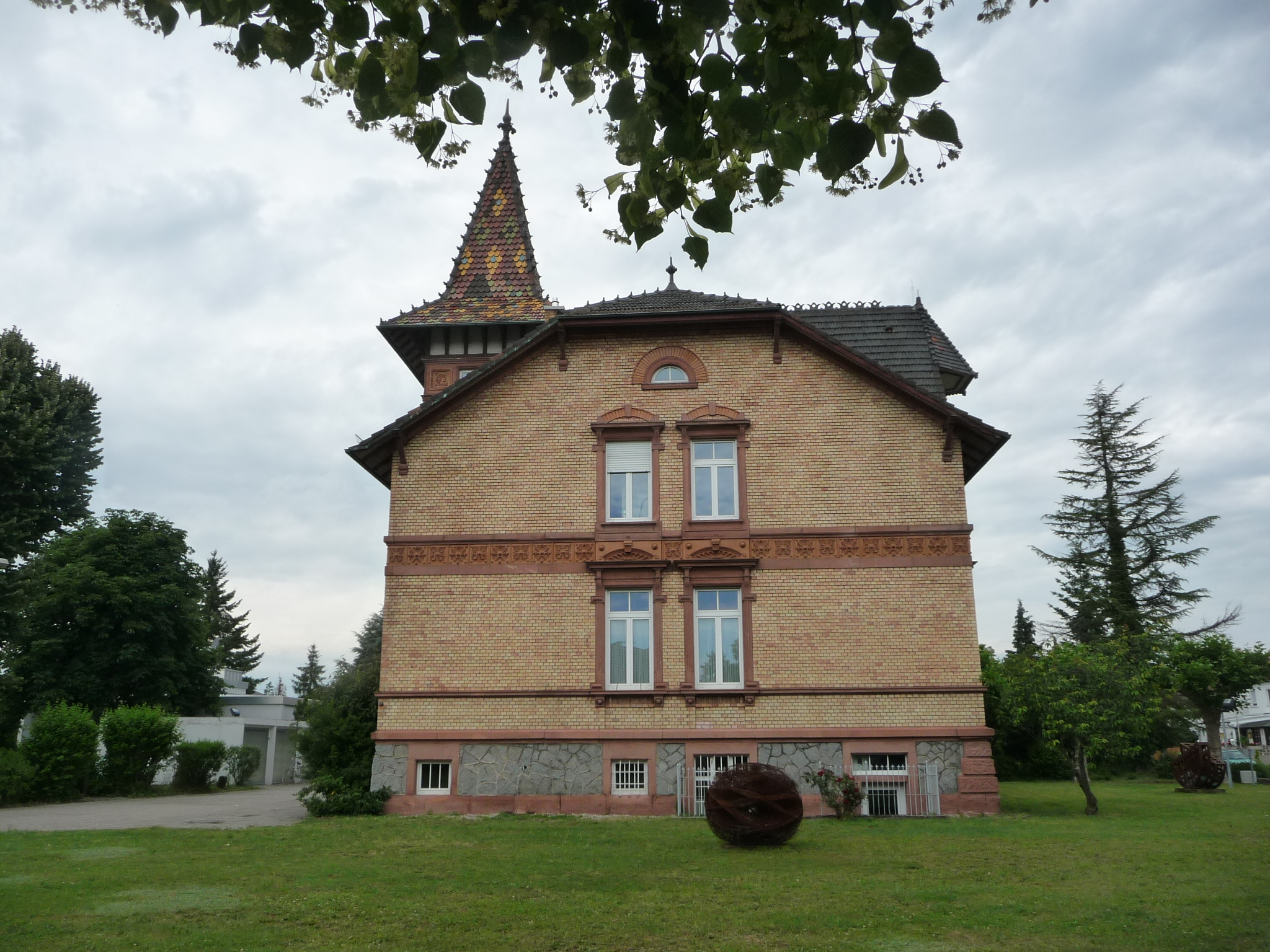
Rathaus
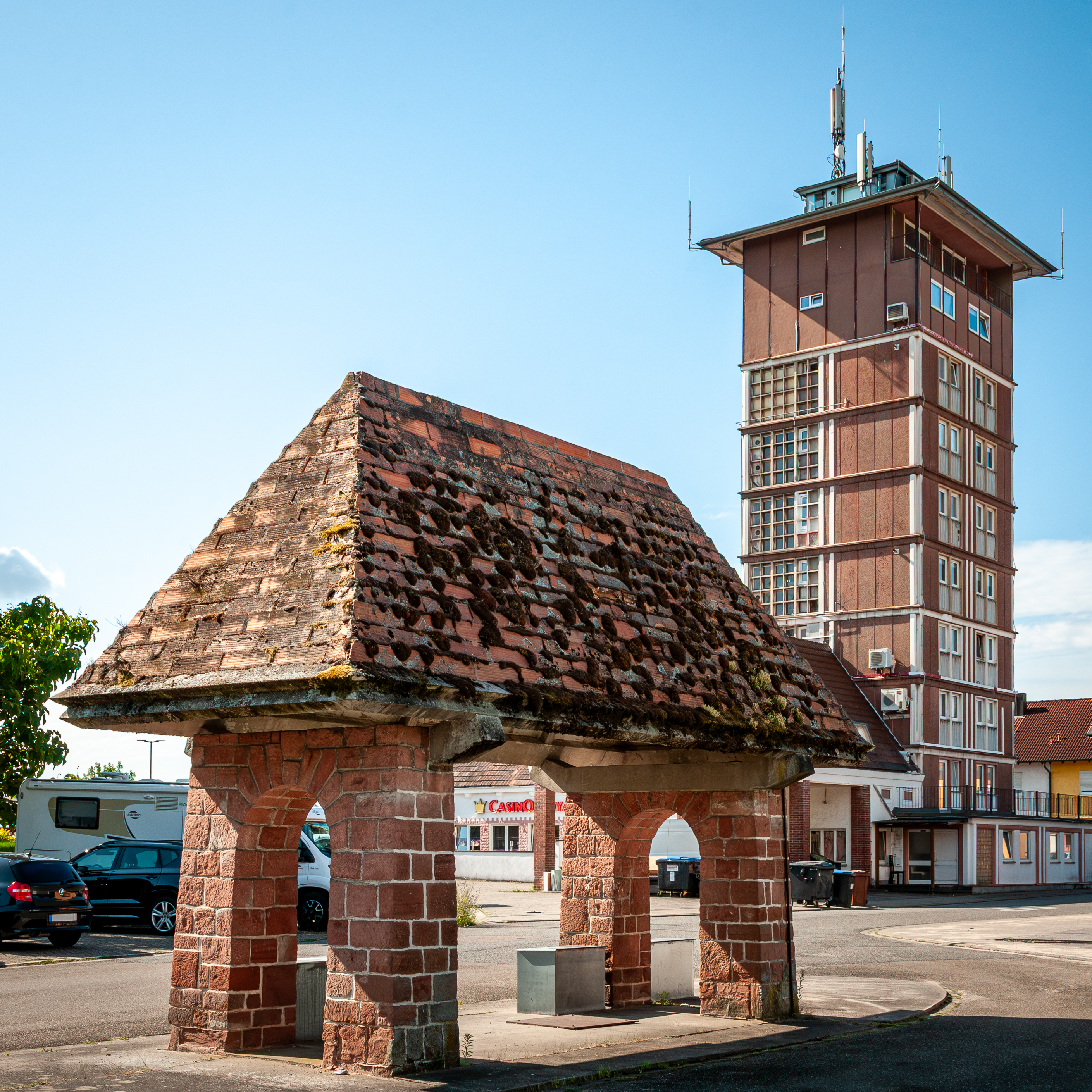
Das „Hochhaus“

Das Hinterstädtel und die Ortsbefestigung sind jeweils als Denkmalzonen ausgewiesen.
Das „Hinnerstädel“ um die Ludwigsstraße ist der mutmaßlich älteste erhaltene Teil Jockgrims; die dortigen Fachwerkhäuser werden zum Teil von Künstlern genutzt. Reste der Ortsbefestigungsmauer und das Zehnthaus sind hier zu besichtigen. In diesem Ortskern wird alle zwei Jahre das „Hinnerstädelfeschd“ ausgetragen.
Hinzu kommen insgesamt 31 Einzelobjekte, die unter Denkmalschutz stehen. Im 19./20. Jahrhundert war Jockgrim Standort der Falzziegelwerke Carl Ludowici, dem europäischen Marktführer auf diesem Gebiet, dessen Erzeugnisse in der halben Welt noch heute zu sehen sind. Das Ziegeleimuseum, der begehbare Ringofen unter der Verbandsgemeindeverwaltung, verschiedene weitere Gebäude und zahlreiche Dächer erinnern an diese Zeit. Eine weitere Sehenswürdigkeit ist das restaurierte Exemplar eines Kugelhauses, erfunden von Johann Wilhelm Ludowici. Es steht in der Nähe des Bürgerhauses und enthält alles, was für einen Zwei-Personen-Haushalt erforderlich ist. Weitere denkmalgeschützte Bauwerke sind die katholische Kirche St. Dionysius, die evangelische Kirche und das Schweinheimer Kirchel.

### Sport
Seit 1995 wird in Jockgrim von der Turn- und Sportgemeinschaft Jockgrim e. V. ein internationales Stabhochsprung-Meeting ausgetragen, das sich im Laufe der Jahre zu einem der führenden IAAF-Special-Meetings entwickelte. Die ersten neun Jahre wurde der Wettkampf auf der Ludwigstraße ausgerichtet, mit Hilfe eines Presslufthammers wurde alljährlich ein Einstichkasten eingebaut. 2003 erfolgte der Umzug in das Stadion. Zu den Höhepunkten zählte ein 6-m-Sprung von Brad Walker, mehrere tausend Zuschauer nur wenige Meter von den Athleten entfernt sorgen für die besondere Atmosphäre der Veranstaltung.

### Soziales
Der Verein Mobil mit Behinderung hat seinen Sitz in Jockgrim.

## Natur

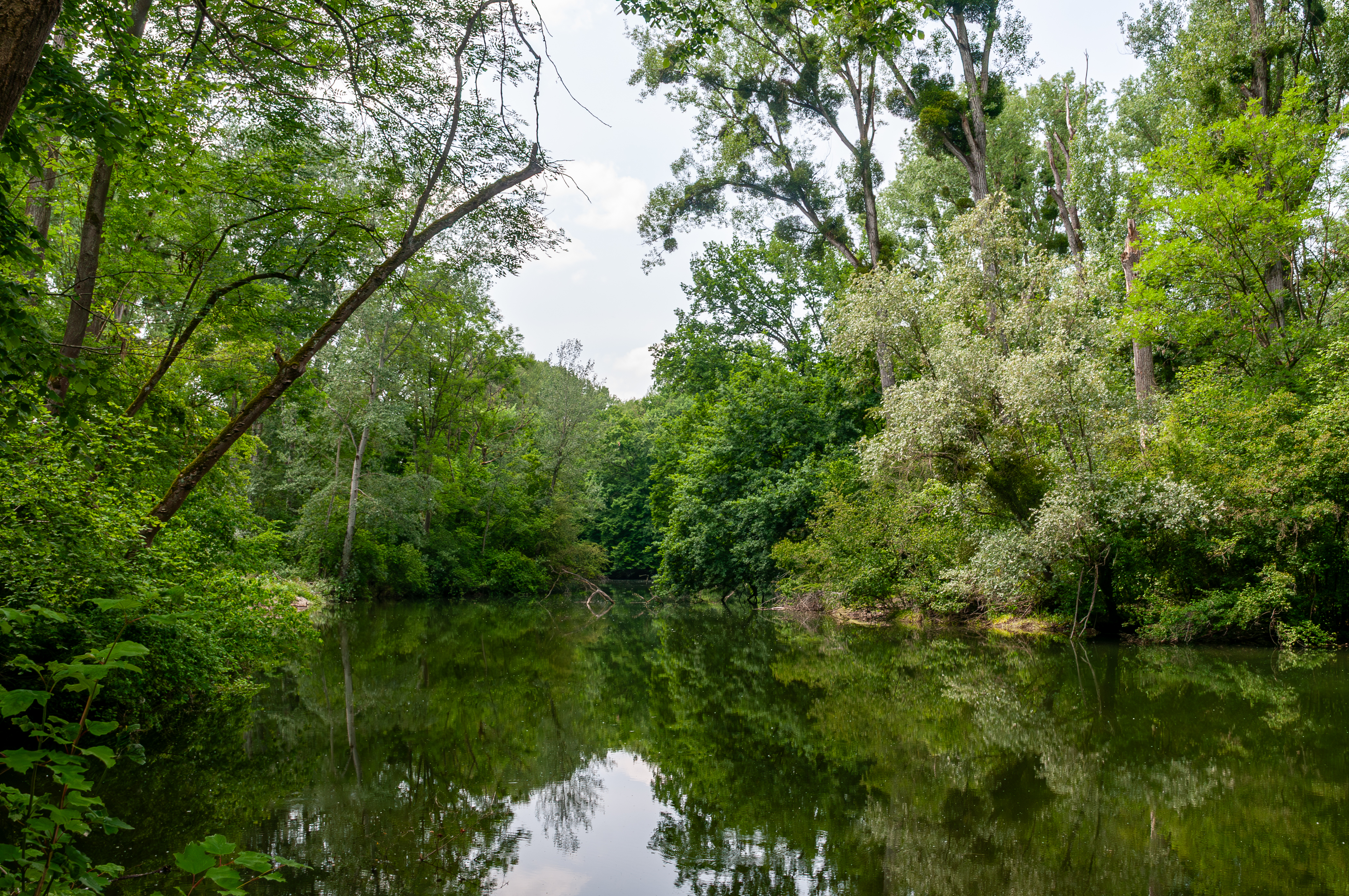
Der Altrhein Hörnel im Südosten an der Gemarkungsgrenze zu Wörth am Rhein

Jockgrim ist im Westen umschlossen vom nördlichen Ausläufer des Bienwalds, einem etwa 120 km² großen Waldgebiet in der Rheinebene, das als Naturschutzgroßprojekt ausgewiesen ist. Das Fauna-Flora-Habitat-Gebiet (FFH-Gebiet) Bienwaldschwemmfächer erstreckt sich im Nordwesten bis zur Gemeinde heran und bildet zusammen mit dem Vogelschutzgebiet Bienwald und Viehstrichwiesen ein wichtiges europäisches Schutzgebietssystem.
Direkt nördlich der Gemeinde durchzieht das Naturschutzgebiet Bruchbach-Otterbachniederung die Gemarkung. Dieses Feuchtgebiet am Rande des Bienwalds zeichnet sich durch seine noch weitgehend unberührte Landschaftsform aus und bietet Lebensraum für zahlreiche Tier- und Pflanzenarten.
Im Süden erstreckt sich das Naturschutzgebiet Jockgrimer Tongruben teilweise über die Gemeindegemarkung. Das etwa 51 Hektar große Gebiet wurde 1990 unter Naturschutz gestellt und umfasst ehemalige Abbaugebiete, die vom Schmerbach durchflossen werden. Durch die Renaturierung der ehemaligen Tongruben sind wertvolle Feuchtlebensräume entstanden, die insbesondere als Amphibiengewässer dienen. Das östlich liegende Naherholungsgebiet Johanneswiesen ist Teil des überregionalen Landschaftsschutzgebiets Pfälzische Rheinauen.

### Gewässer

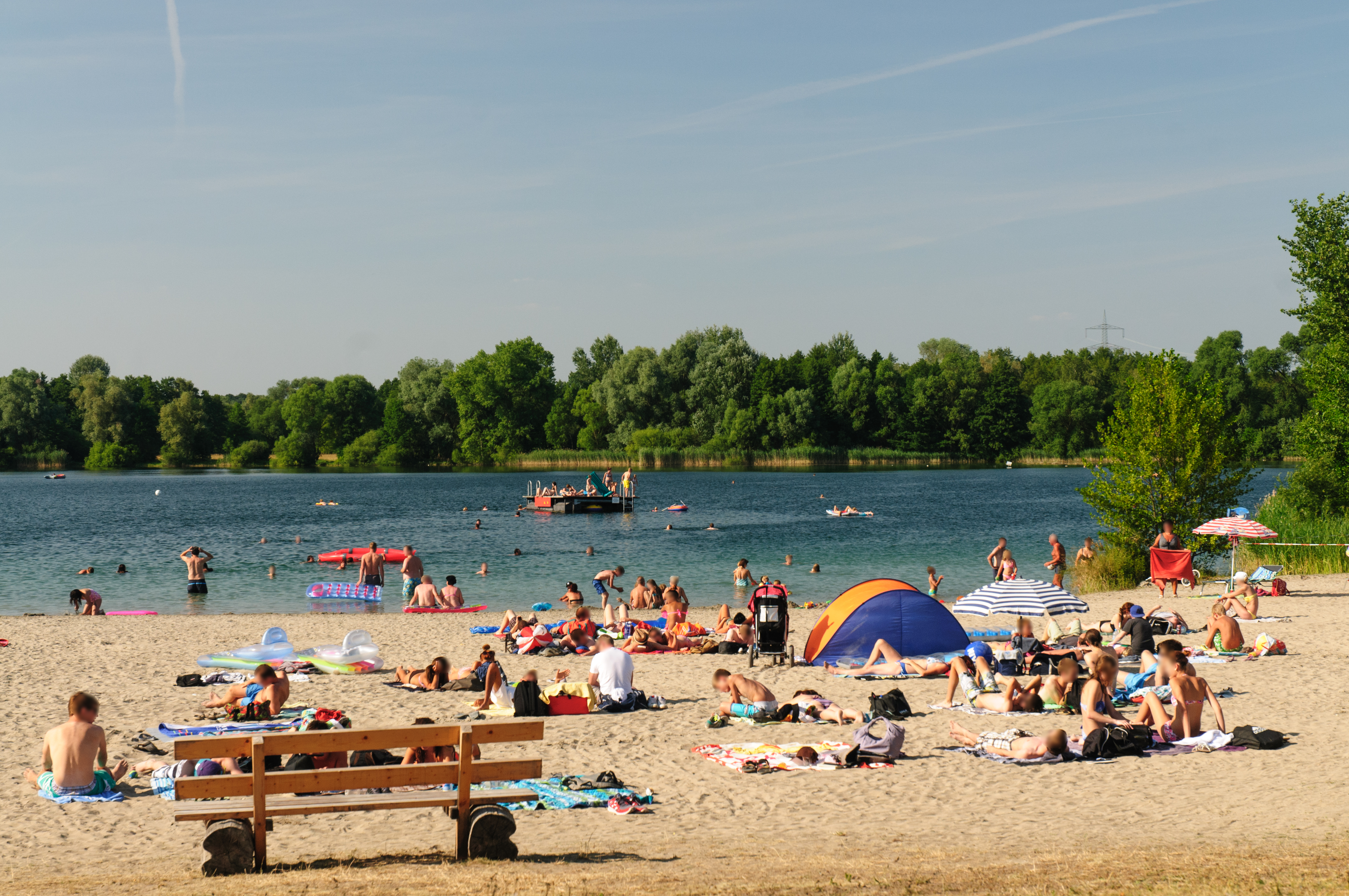
Badestrand des ehemaligen Baggersees Johanneswiesen

Die Ortschaft ist 4,3 km vom westlichen Ufer des dort in Südsüdwest-Nordnordost-Richtung fließenden Rheins entfernt. Im Südosten befindet sich der Altrheinarm Hörnel (in den Schutzgebieten bzgl. der Hördter Rheinaue) und der Wörther Altrhein (als Vogelschutzgebiet ausgewiesen), der an und teils auf Grenze zu Jockgrim liegt. Zudem befindet sich der Polder Wörth/Jockgrim teilweise auf der Gemeindegemarkung.
Der Otterbach streift den nördlichen Siedlungsrand. Entlang der Gemarkungsgrenze zu Rheinzabern existieren zwei Zuflüsse, die jeweils den Namen Streitgraben tragen.

### Naherholungsgebiet Johanneswiesen
Ursprünglich durch die Abbauarbeiten der Kieswerke geschaffen, dient der Baggersee Johanneswiese derzeit als Badesee und Angelrevier. Dies ist durch die große Wasserfläche möglich, die allerdings nur sehr begrenzt als Schwimmfläche genutzt werden kann. Die Messwerte der Qualität des Badewassers unterschreiten die für die Qualitätsstufe „ausgezeichnet“ erforderlichen EU-Grenzwerte um ein Vielfaches.
Der See Johanneswiesen ist in den Monaten Mai bis September montags bis sonntags von 9:00 bis 21:00 Uhr geöffnet und wird zeitweise von der Deutschen Lebens-Rettungs-Gesellschaft (DLRG) durch die Ortsgruppe Wörth am Rhein überwacht. Es gibt sanitäre Anlagen und einen Imbiss/Kiosk, der Getränke und kleinere Speisen bietet. Zur Pflege und dem Erhalt der Anlage wird eine Eintrittsgebühr erhoben.

## Wirtschaft und Infrastruktur

### Wirtschaft
Auf Grund der reichhaltigen Tonvorkommen erlebte der Ort durch die Herstellung von Dachziegeln im 19. Jahrhundert einen großen wirtschaftlichen Aufschwung, der eng mit dem Familienunternehmen Ludowici verknüpft ist. Vor Ort hat außerdem das Unternehmen Ritter-IBW-Dentalsysteme GmbH seinen Sitz.

### Verkehr
Jockgrim hat einen Haltepunkt an der Bahnstrecke Schifferstadt–Wörth. Seit Dezember 2010 fährt zwischen Germersheim und Wörth am Rhein die Stadtbahn Karlsruhe. Dazu wurde die Strecke elektrifiziert.

### Erdölleitung
Durch das Gebiet der Gemeinde verläuft die Pipeline der Société du Pipeline Sud-Européen (SPSE) vom südfranzösischen Fos-sur-Mer zur nahegelegenen Mineralölraffinerie Oberrhein.

### Tourismus
Bei einem internationalen Bildhauersymposium entstand im Bürgerpark 1989 der Skulpturenweg Jockgrim. Er ist gleichzeitig ein Teilstück des Skulpturenwegs Rheinland-Pfalz. Der Saar-Pfalz-Weg, der die Kennzeichnung Schwarzer Punkt auf weißem Balken trägt und der eine Verbindung mit Saarbrücken sowie rülzheim schafft, streift den westlichen Siedlungsrand.

## Persönlichkeiten

### Ehrenbürger
- 1912: Wilhelm Ludowici (1855–1929), Ziegelfabrikant und Erforscher des römischen Rheinzabern[20]
- 1918: Eugen Haueisen (1845–1925), Chefingenieur bei der BASF Ludwigshafen, verliehen wegen „der Gemeinde mehrfach bewiesenen Wohlwollens“.[20]
- 1922: August Ludowici (1866–1943), deutscher Konsul in Teneriffa, Schöpfer der Babette-Ludowici-Stiftung in Jockgrim sowie der Festhalle in Landau.[20]
- 1932: Lina Sommer (1862–1932), Heimatschriftstellerin.[20]
- 1932: Albert Haueisen (1872–1954), Kunstmaler, zeitweiliger Direktor der Karlsruher Akademie, Titularprofessor und Ehrendoktor.[20]
- 1951: Georg Kopp (1894–1966), Pfarrer, Geistlicher Rat, Dekan, Päpstlicher Hausprälat, trug entscheidend zum Wiederaufbau der durch Luftangriff zerstörten Pfarrkirche St. Dionysius bei, Verfasser der ersten Ortschronik von Jockgrim (1950).[20]
- 1952: Johann Wilhelm Ludowici (1896–1983), baute die durch Krieg zerstörte Ziegelindustrie in Jockgrim wieder auf. Machte eine Reihe von technischen Erfindungen auf dem Gebiet der Ziegelindustrie und des Bauwesens (Montagebau).[20]
- 1965: Nikolaus Angermaier (1900–1982), Geistlicher Rat, Autor mehrerer Theaterstücke für Laienbühnen.[20]
- 1965: Hans Rasimus (1914–1989), Oberlehrer, 1. Beigeordneter 1972–1984, Heimatforscher, Initiator der Zehnthaus-Restaurierung, Mitbegründer der Kulturgemeinschaft und des Kuratoriums für Kunst- und Denkmalpflege.[20]
- 1978: Rudolf Brecht (1912–1979), Regierungsdirektor. Stiftung einer umfangreichen Sammlung von Werken Albert Haueisens, von Mineralien und Fossilien an die Gemeinde. Durch die Veröffentlichung der Gedichte von Els Benner-Brecht machte er das literarische Schaffen dieser bisher unbekannten Jockgrimer Dichterin der Öffentlichkeit erstmals bekannt.[20]
- 2006: Richard Werling (1926–2009)[21][22], 1972–1991 Bürgermeister der Verbandsgemeinde Jockgrim[23]
- 2020: Karl-Heinz Deutsch (* 1940), Bildhauer[24]

### Söhne und Töchter des Ortes
- Johann Wilhelm Ludowici (1896–1983), Ziegelfabrikant
- Siegfried Jantzer (1917–1991), Politiker (CDU)
- Daisy (1993–2006),  Yorkshire-Terrier-Hündin von Rudolph Moshammer

### Personen, die vor Ort gewirkt haben
- Imogen Ayris (* 2000), neuseeländische Leichtathletin, erzielte in Jockgrim am 4. August 2023 im Stabhochsprung ihre persönliche Bestleistung.
- Franz Bernhard (1934–2013), Bildhauer, lebte in Jockgrim.
- Albert Haueisen (1872–1954), Maler
- Paul Eugen Haueisen (1845–1925), Architekt, starb vor Ort.
- Emmanouil Karalis (* 1999), griechischer Leichtathlet, erzielte in Jockgrim am 4. August 2023 im Stabhochsprung seine persönliche Bestleistung.
- Helmut Rußwurm (1911–1995), Maler
- Lina Sommer (1862–1932), pfälzische Mundartdichterin
- Xu Huiqin (* 1993),  chinesische Leichtathletin, erzielte in Jockgrim am 17. Juli 2019 im Stabhochsprung ihre persönliche Bestleistung.